# Túl a kék eseményhorizonton
A Túl a kék eseményhorizonton (angolul: Beyond the Blue Event Horizon) Frederik Pohl tudományos-fantasztikus regénye, amely először 1980 februárjában jelent meg a Del Rey / Ballantine kiadónál. Ez a regény az Átjáró folytatása, az Átjáró-ciklus második kötete. Magyarországon először A sci-fi mesterei sorozatban jelent meg 1992-ben Füssi-Nagy Géza fordításában, majd 2004-ben az Ulpius-ház Könyvkiadó kiadásában.
A könyvet regény kategóriában 1980-ban Nebula-díjra, illetve 1981-ben Hugo-díjra jelölték.

## Történet
|  | Alább a cselekmény részletei következnek! |

Robinette Broadhead, a gazdag és befolyásos amerikai befektető, aki vagyonát nagyrészt a szerencséjének és az Átjáró aszteroidáról végrehajtott három korábbi útjának köszönheti, úgy dönt, hogy támogat egy expedíciót, ami egy még működő tápanyaggyárnak vélt hícsí objektum befogását tűzte ki céljául.
Az veszélyes expedícióra egy négytagú család vállalkozik a várható hatalmas haszon reményében. A tápanyaggyárat épségben és még működőképes állapotban találják, azonban amikor megpróbálják letéríteni a pályájáról, az automatikus visszaáll eredeti útvonalára. Ráadásul a tápanyaggyáron végzett kutatásaik közben egy Wan nevű ismeretlen fiú érkezik a tápanyaggyárba. A fiú egy hícsí hajóval érkezett, és azt állítja, hogy ismer még egy hícsí objektumot, ahol rajta kívül mások is élnek: a Holt emberek és a Vének.
A fiú érkezésével fény derül még egy rejtély megoldására is. A Föld lakóit évek óta véletlenszerűen megismétlődő rohamok gyötrik, amelyek az idők során egyre súlyosabbakká váltak, és egyre komolyabb veszteségeket okoztak. A rohamok okát eddig nem ismerték, azonban amikor Wan elfekszik aludni egy eddig ismeretlen hícsí szerkezetbe, rájönnek, hogy a rohamokat ez a szerkezet váltja ki Wan álmai segítségével. Ezért Wannak megtiltják, hogy ezt az ágyat használja a továbbiakban.
|  | Itt a vége a cselekmény részletezésének! |

## Megjelenések

### angol nyelven
1. Beyond the Blue Event Horizon, Del Rey / Ballantine, 1980[2]
2. Beyond the Blue Event Horizon, Gollancz, 1980[2]

### magyarul
1. Túl a kék eseményhorizonton; ford. Füssi-Nagy Géza; Móra, Budapest, 1992 (A sci-fi mesterei) ISBN 9631170276
2. Túl a kék eseményhorizonton, Ulpius-ház Könyvkiadó, Budapest, 2004, ford.: Füssi-Nagy Géza[3] ISBN 9639602248